# NGC 6643
NGC 6643 este o galaxie situată în constelația Dragonul. A fost descoperită în 1858 de către . Se află la o distanță de 20,89 de megaparseci de Pământ.